# الست (فلم قصير)
الست، هُو فيلم قصير سوداني صدر سنة 2021 وأخرجته سوزانا ميرغني.

## وصلات خارجية
- مقالات تستعمل روابط فنية بلا صلة مع ويكي بيانات